# Cangoderces christae
Espèce
Cangoderces christae est une espèce d'araignées aranéomorphes de la famille des Telemidae.

## Distribution
Cette espèce est endémique de Côte d'Ivoire.

## Publication originale
- Wang & Li, 2011 : Three new species of Telemidae (Araneae) from western Africa. Zootaxa no 2902, p. 44-58.